# 찰리 헤이든

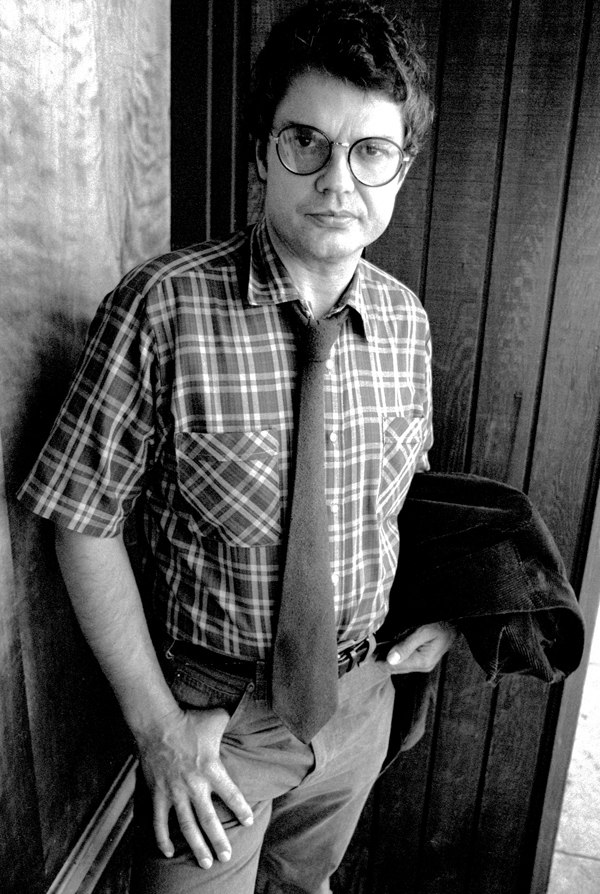
찰리 헤이든

찰스 에드워드 "찰리" 헤이든(Charles Edward "Charlie" Haden, 1937년 8월 6일 - 2014년 7월 11일)은 색소포니스트 오넷 콜먼과의 오랜 협연으로 유명한 재즈 더블베이시스트이다. 찰리 헤이든은 그의 특징인 시적인 베이스 연주와 함께, 현재 가장 존경받는 재즈 베이스 연주자이자 재즈 작곡가의 하나로 알려져 있다. 그의 딸인 Petra와 Rachel은 That Dog이라는 그룹에 속해있었던 뮤지션이며, Petra는 현재 That Dog을 나와 인디 락 그룹인 The Decemberists에 속해있다.

## 생애
헤이든은 미국 미주리주에서 태어나, 가끔 라디오에 출연해 컨트리 음악이나 미국 민요를 연주하곤 할만큼 음악적인 가정에서 자라났다. 헤이든은 두살 때 이미 전문적인 가수로 데뷔를 했고, 14살에 가벼운 소아마비를 앓을 때까지 계속 가족과 함께 노래를 했다. 소아마비는 그의 목 근육과 성대에 상처를 남겨 그 결과로 헤이든은 노래를 부르면서 음 높이를 조절할 수 없게 되었다. 소아마비를 앓기 몇 년 전 헤이든은 재즈에 흥미를 보여 형의 더블 베이스를 연주하기 시작했다. 그는 보컬 대신 베이스 연주자가 되었고, 1950년대 중반에 LA로 자리를 옮겨 피아니스트 Hampton Hawes나 색소포니스트 Art pepper와 협연하는등, 빠른 속도로 전문 연주자의 길을 걷기 시작했다.

### 1950년대~1960년대
헤이든은 1950년대 후반과 1960년대에 앨범 ‘The Shape of Jazz To Come(앞으로 다가올 재즈의 모양)’으로 정점을 이룬 오넷 콜먼과의 실험적인 공연을 함께하면서 유명해지기 시작했다. 이 앨범은 당시 많은 비평적인 찬사와 비판을 받았었다. 헤이든은 하모로딕(오넷 콜먼이 그당시 새로 주창했던 재즈 음악의 이론) 스타일의 연주가 처음에는 너무 혼란스러워서 그냥 묵묵히 콜먼의 진행을 따라 할 수밖에 없었다고 밝힌적이 있다. 그가 공연때 스스로만의 연주를 시작할만한 자신감을 가지게 된 것은 그 후의 일이다.
오넷 콜먼과의 협연 말고도 헤이든은 Keith Jarret의 트리오에 속해 있었으며 Paul Motian과 Dewey Redman과 함께 “American Quartet”으로 연주하기도 했다. 그 밖에도 ‘Old and New Dreams’라는 그룹에 참가했다.

### 1970년대
그는 1970년대에 Carla Bley에 의해 대규모로 편성된 Liberation Music Orchestra(LMO)를 이끌었다. 그들의 음악은 매우 실험적이었고, 재즈와 정치적 음악활동의 영역을 동시에 개척하는 참신한 시도였다. 스페인 내전을 주제로 다룬 LMO의 첫 앨범을 비롯하여 일반적인 재즈 스탠다드로는 여겨지지 않는, 색다른 주제를 가진 장르의 음악을 개척하는 것은 그의 Quartet West와 함께 찰리 헤이든 음악의 중요한 특징이 되었다.

### 1980년대
1987년에 결성된 찰리 헤이든의 쿼텟 웨스트는 색소폰의 Ernie Watts, 피아노의 Alan Broadbent, 드럼의 Larance Marable로 구성되었다. 이 그룹은 Broadbent의 푸릇푸릇하고 현악을 동원하기도 하는 로맨틱한 편곡과 많은 어워드의 수상자로 인기를 얻었다. 헤이든은 프로듀서 Hank Jones와, 그룹의 동료들과 함께 ‘American Hymns’에서의 미국 전통 음악, ‘Always Say Goodbye’에서의 필름 누아르 음악, ‘Nocturne’에서와 같은 쿠바 전통 음악등의 발견을 통해 새로운 종료의 영가를 개척하였다.

### 1990년대
1997년 후반에 그는 기타리스트Pat Metheny와 함께, 그들이 미주리에서 겪었던 유년 시절에 영향을 받았던 음악들, 그들이 ‘미국적인 음악’이라 부르는 음악들을 재발견 했다. 이 협연은 그들의 앨범 ‘Beyond the Missouri Skies (Short Stories)’와 그들이 함께한 세계 순회 공연을 통해 결실을 맺었다.